# كأس الملك السعودي 1980
كان كأس الملك عام 1980 هو الموسم الثاني والعشرين لمسابقة خروج المغلوب منذ إنشائها في عام 1956. الأهلي كان المدافع عن اللقب لكنه خسر من أحد في دور الـ 32. هزم الهلال منافسه الشباب للفوز باللقب الثالث والأول منذ عام 1964. 

## دور الـ32
عقدت مباريات دور الـ32 في 12 و 13 و 14 أبريل 1980.   
| المستضيف                 | النتيجة         | الضيف                    |
| ------------------------ | --------------- | ------------------------ |
| نادي النور               | 3–1             | نادي الأنوار             |
| نادي الرياض              | 4–1             | نادي الثقبة              |
| نادي الأنصار (السعودية)  | 1–2 (وقت إضافي) | نادي الشباب (السعودية)   |
| نادي الجبلين             | 0–2             | نادي الاتفاق (السعودية)  |
| نادي الكوكب              | 3–2 (وقت إضافي) | نادي الرائد              |
| نادي الخليج (السعودية)   | لا معلومات      | نادي جدة                 |
| نادي الفيصلي (السعودية)  | 3–2 (وقت إضافي) | نادي التقدم (السعودية)   |
| نادي الاتحاد (السعودية)  | 1–0             | نادي النهضة (السعودية)   |
| نادي الهلال (السعودية)   | 2–0             | نادي التعاون (السعودية)  |
| نادي أحد                 | 1–0             | النادي الأهلي (السعودية) |
| نادي الطائي              | 1–3             | نادي النصر (السعودية)    |
| نادي القادسية (السعودية) | 5–2             | عكاظ                     |
| نادي الروضة              | 1–0 (وقت إضافي) | نادي هجر (السعودية)      |
| نادي القلعة              | 1–0             | نادي الوطني              |
| نادي الوحدة (السعودية)   | 4–0             | نادي النجوم (السعودية)   |
| نادي الوشم               | لا معلومات رج)  | نادي ضمك                 |

## الجولة 16
عقدت دور الـ16 مباراة يومي 17 و 18 أبريل 1980.  
| المستضيف                | النتيجة         | الضيف                    |
| ----------------------- | --------------- | ------------------------ |
| نادي الاتحاد (السعودية) | 1–0             | نادي النصر (السعودية)    |
| نادي الشباب (السعودية)  | 4–0             | نادي الاتفاق (السعودية)  |
| نادي الكوكب             | 0–3             | نادي القادسية (السعودية) |
| نادي الخليج (السعودية)  | 4–3 (وقت إضافي) | نادي النور               |
| نادي الهلال (السعودية)  | 4–1             | نادي الوحدة (السعودية)   |
| نادي الرياض             | 3–1             | نادي ضمك                 |
| نادي الروضة             | 1–2             | نادي القلعة              |
| نادي أحد                | 7–1             | نادي الفيصلي (السعودية)  |

## الدور ربع النهائي
عقدت مباريات ربع النهائي يومي 21 و 22 أبريل 1980.  
| المستضيف                | النتيجة | الضيف                    |
| ----------------------- | ------- | ------------------------ |
| نادي الشباب (السعودية)  | 3–2     | نادي القادسية (السعودية) |
| نادي الخليج (السعودية)  | 1–2     | نادي أحد                 |
| نادي الاتحاد (السعودية) | 9–0     | نادي القلعة              |
| نادي الهلال (السعودية)  | 3–0     | نادي الرياض              |

## نصف النهائي
تقدم الفائزون الأربعة في دور ربع النهائي إلى الدور نصف النهائي. لعب دور نصف النهائي يومي 24 و 25 أبريل 1980. جميع الأوقات محلية حسب AST ( UTC + 3 ).
| الشباب                      | 3–0   | الاتحاد |
| --------------------------- | ----- | ------- |
| مرزوق 13'، 42' · المعجل 84' | تقرير |         |

| أحد | 1–2   | الهلال             |
| --- | ----- | ------------------ |
| عمر | تقرير | نجيب الإمام pen.'، |

## نهائي
لعبت المباراة النهائية بين الهلال والشباب في استاد رعاية الشباب بالرياض.  كانت هذه هي المباراة الثانية التي يلعبها اثنان من منافسي المدينة بعد الأهلي والاتحاد في نهائي عام 1979. كان الهلال في المباراة النهائية السادسة بينما كان الشباب يلعب في المباراة الثانية في تاريخه.
| الهلال                                          | 3–1 (ب.و.إ.) | الشباب    |
| ----------------------------------------------- | ------------ | --------- |
| سلطان بن نصيب 46'، 108' · برونو 103' (في مرماه) | تقرير        | برونو 18' |